# Neun Yanas
Die Neun Yanas (tib. theg pa dgu) bezeichnen innerhalb der Nyingma-Tradition des tibetischen Buddhismus die neun „Fahrzeuge“ für individuelle spirituelle Verwirklichung. Yana bedeutet Fahrzeug im Sinne eines Mittels für die individuelle spirituelle Verwirklichung. Die Neun Yanas werden in die drei Ursachenfahrzeuge und die sechs Ergebnisfahrzeuge unterteilt.

## Die drei Ursachenfahrzeuge des Sutra
- Shravakabuddhayana;
- Pratekabuddhayana (die das Hinayana bilden) und
- Bodhisattva- bzw. Mahayana

## Die sechs Ergebnisfahrzeuge des Tantra
- Die drei äußeren Tantras:
  - Kriyayoga, äußerliche Handlungen wie z. B. rituelle Reinigung.;
  - Charya- oder Upayayoga und dem Kriyayoga ähnlich, jedoch ist die Sicht die des Yogatantra und
  - Yogatantra, Yoga bzw. Vereinigung von Samayasattva und Jnanasattva.
- Die drei inneren Tantras:
  - Mahayoga, ist die Entwicklungsstufe bzw. Erzeugungsphase und auch als die drei Samadhis bekannt ist;
  - Anuyoga, ist die Vollendungsstufe bzw. Vollendungsphase und auch als Yoga der Kanäle (tsa), Winde (lung) und Energie (tikle) bekannt ist. Es gibt die Vater-Tantras wie z. B. Guhyasamaja – der König der Tantras, die Mutter-Tantras wie z. B. Heruka Chakrasamvara und die nicht-duale Tantras wie z. B. Kalachakra und
  - Atiyoga bzw. Dzogchen oder Dzogchenatiyoga, ist die Große Vollkommenheit, dessen Ursprung Samantabhadra und Samantabhadri ist und über die fünf Buddha-Familien und Vajrasattva, welche die Spiegelungen Samatabhadras und Samantabhadris sind, durch eine Geist-Direkt-Übertragung von Vajrasattva an Garab Dorje übertragen wurde der sie niederschrieb und als die 6.400.000 Verse des Dzogpachenpo bekannt sind, die dann durch die Zeichenübertragung der Vidyadharas weiter an Manjushrimitra, Shri Singha und Jnanasutra weitergegeben wurden und in Tibet von Padmasambhava, Vimalamitra und Vairochana weitergeführt wurde bis in unsere Gegenwart. Manjushrimitra hat die 6.400.000 Verse des Dzogpachenpo in Geist (Semde), Raum (Longde) und geheime/innerste Anweisungen (Mengakde) unterteilt. Die geheimen/innersten Anweisungen wurden von Shri Singha in die vier Zyklen: 1. Äußeren, 2. Inneren, 3. Geheimen und 4. Allerinnersten unterteilt, woraus z. B. auch die Longchen Nyingtik Ngöndro hervorging. Das Herz des Mengakde sind die Belehrungen zum Nyingtik der Herzessenz und die Nyingtik-Zyklen Vima Nyingtik und von Vimalamitra gelehrt wurde, das Khandro Nyingtik dass von Padmasambhava gelehrt wurde und das Longchen Nyingtik des Meisters Longchenpa und von Jikme Lingpa enthüllt wurde, wodurch viele Praktizierende in Tibet den Regenbogenkörper verwirklichen konnten.